# Life time .
『Life time____.』（ライフ・タイム）は、彩音の5枚目のオリジナルアルバム。2024年10月9日にMAGES.から発売された。

## 概要
彩音のオリジナルアルバムとしては、『Luminous Flux』以来11年ぶりのリリースとなる。彩音の誕生日と同じ10月3日にリリースされた。
デビュー20周年を記念した作品で、7月から9月にかけてリリース中のに3か月連続配信リリースされた「Our days」「Love Groove」「たとえばキミが孤独でも」の3曲に加え、2019年以降にリリースされたシングル作品からアルバム未収録作品6曲と、彩音と制作スタッフが選んだ過去曲2曲の計11曲が収録されている。
アルバムタイトルは、一生歌を歌い・届けていきたいという彩音の想いや「聴いてくれている人たちの"この先にもずっと"彩音の歌が寄り添い続けられますように」という想いを込めている。さらに、タイトルに関して本人は「みなさんが生きる上で大事にしているものを、後半の「＿＿（アンダーバー）」の部分に入れていただければと思い、このタイトルにしました。「ここに文字を刻むことにより、彩音とあなたのアルバムが成立するよ」という意味が込められていますし、「私、彩音はこれからも歌を歌い続けていきます」という所信表明も込めたタイトルになっています。」と述べている。

## チャート成績
彩音のアルバムがオリコン週間アルバムランキング300位圏内に入らなかったのは今回が初めてである。

## 収録曲
| #         | タイトル                    | 作詞       | 作曲        | 編曲              | 時間  |
| --------- | --------------------------- | ---------- | ----------- | ----------------- | ----- |
| 1.        | 「たとえばキミが孤独でも」  | 奥井雅美   | 谷本貴義    | 谷本貴義          | 4:15  |
| 2.        | 「Fight for Victory」       | 彩音       | 本田正樹    | 本田正樹          | 3:45  |
| 3.        | 「Dream ON」                | 彩音       | 石田秀登    | 石田秀登          | 3:33  |
| 4.        | 「for Dearest」             | 彩音       | Tatsh       | Tatsh             | 4:29  |
| 5.        | 「Anagram of Coda」         | 彩音       | 佐藤厚仁    | 佐藤厚仁          | 4:41  |
| 6.        | 「To the Moon」             | 志倉千代丸 | 志倉千代丸  | 磯江俊道          | 4:59  |
| 7.        | 「Love Groove」             | Yocke      | Yocke       | Yocke             | 3:44  |
| 8.        | 「radio magic」             | 桃井はるこ | 桃井はるこ  | 千葉"naotyu-"直樹 | 4:15  |
| 9.        | 「The place in your dream」 | 彩音       | 彩音、Tatsh | Tatsh             | 4:31  |
| 10.       | 「星空オルゴール」          | 彩音       | 永塚健登    | 永塚健登          | 3:40  |
| 11.       | 「Our days」                | 彩音       | 彩音        | Tatsh             | 4:08  |
| 合計時間: | 合計時間:                   | 合計時間:  | 合計時間:   | 合計時間:         | 46:00 |

## 楽曲解説
たとえばキミが孤独でも
デビュー20周年記念3か月連続楽曲リリース第3弾
奥井雅美が彩音に提供した楽曲は、「Crest of Knights」以来2作目となる。
Fight for Victory
27枚目のシングルのカップリング曲
PlayStation 5/PlayStation 4用ゲームソフト『超次元ゲイム ネプテューヌ Sisters vs Sisters』オープニングテーマ。
Dream ON
28枚目のシングル表題曲
PlayStation 5/PlayStation 4/Nintendo Switch用ゲームソフト『超次元ゲイム ネプテューヌ GameMaker R:Evolution』オープニングテーマ
for Dearest
15周年記念CD『For Dearest』タイトル曲
PlayStation 4/PlayStation Vita/Nintendo Switch用ゲームソフト『メモリーズオフ -Innocent Fille- for Dearest』オープニングテーマ
Anagram of Coda
27枚目のシングル表題曲
パチンコ『Pひぐらしのなく頃に～彩～』搭載曲
To the Moon
PlayStation 2用ゲームソフト『I/O』挿入歌
2006年1月に発表されたもので、本作に収録されている曲の中では最古の曲となっている。
1枚目のオリジナルアルバム『ARCHIVE LOVERS』にも収録されている。
Love Groove
デビュー20周年記念3か月連続楽曲リリース第2弾。
radio magic
15周年記念CD『For Dearest』収録曲
ラジオ番組『彩音のChoco-Bana Radio』テーマソング
The place in your dream
ラジオ番組『彩音のChoco-Bana Radio』オープニングソング
4枚目のオリジナルアルバム『Luminous Flux』にも収録されている。
星空オルゴール
シングル「シンスメモリーズ 星天の下で 主題歌集」収録曲。
PlayStation 4/Nintendo Switch用ゲームソフト『シンスメモリーズ 星天の下で』エンディング主題歌
Our days
デビュー20周年記念3か月連続楽曲リリース第1弾